# والنتینو لاتسارو
والنتینو لاندو لاتزارو (آلمانی: Valentino Lando Lazaro؛ زادهٔ ۲۴ مارس ۱۹۹۶) بازیکن فوتبال اهل اتریش است که برای باشگاه فوتبال اینترمیلان بازی می‌کند.
از باشگاه‌هایی که در آن بازی کرده‌است می‌توان به ردبول زالتسبورگ، هرتابرلین، اینتر میلان و نیوکاسل یونایتد اشاره کرد.
وی همچنین در تیم ملی فوتبال اتریش بازی کرده‌است.

## آمار ملی

### بازی‌های ملی
تا تاریخ ۱۳ ژوئن ۲۰۲۲
| اتریش | اتریش | اتریش |
| سال   | بازی  | گل    |
| ----- | ----- | ----- |
| ۲۰۱۴  | ۴     | ۰     |
| ۲۰۱۶  | ۱     | ۰     |
| ۲۰۱۷  | ۶     | ۰     |
| ۲۰۱۸  | ۸     | ۱     |
| ۲۰۱۹  | ۹     | ۲     |
| ۲۰۲۰  | ۱     | ۰     |
| ۲۰۲۱  | ۳     | ۰     |
| ۲۰۲۲  | ۴     | ۰     |
| مجموع | ۳۶    | ۳     |

### گل‌های ملی
| شماره | تاریخ          | میزبان  | بازی ملی | حریف         | نتیجه | رقابت                         |
| ----- | -------------- | ------- | -------- | ------------ | ----- | ----------------------------- |
| ۱     | ۱۸ نوامبر ۲۰۱۸ | بلفاست  | ۱۹       | ایرلند شمالی | ۲–۱   | لیگ ملت‌های اروپا ۲۰۱۸–۲۰۱۹    |
| ۲     | ۱۰ ژوئن ۲۰۱۹   | اسکوپیه | ۲۳       | مقدونیه      | ۴–۱   | مقدماتی جام ملت‌های اروپا ۲۰۲۰ |
| ۳     | ۱۰ اکتبر ۲۰۱۹  | وین     | ۲۶       | اسرائیل      | ۳–۱   | مقدماتی جام ملت‌های اروپا ۲۰۲۰ |